# Peter Lindlbauer
Peter Lindlbauer (* 24. März 1991 in Bad Tölz) ist ein deutscher Eishockeyspieler, der zuletzt bei den Starbulls Rosenheim in der DEL2 unter Vertrag stand.
Er stammt aus dem oberbayerischen Greiling.

## Karriere
Peter Lindlbauer begann seine Karriere als Eishockeyspieler in seiner Heimatstadt in der Nachwuchsabteilung des EC Bad Tölz, für den er von 2006 bis 2009 in der Deutschen Nachwuchsliga aktiv war. Im Laufe der Saison 2008/09 gab der Verteidiger zudem sein Debüt für die Profimannschaft des EC Bad Tölz in der 2. Eishockey-Bundesliga, wobei er in vier Spielen punkt- und straflos blieb. Von 2009 bis 2012 war er Stammspieler in der Mannschaft des EC Bad Tölz, die in der Zwischenzeit an der drittklassigen Eishockey-Oberliga teilnahm. Mit den Tölzer Löwen gewann er in der Saison 2011/12 den Oberliga-Meistertitel. Parallel gab der Junioren-Nationalspieler am 27. November 2011 bei der 3:4-Niederlage gegen die Grizzly Adams Wolfsburg sein Debüt für die Nürnberg Ice Tigers, bei dem er auf Anhieb ein Tor erzielte.
Zur Saison 2012/13 wechselte Lindlbauer fest zu den Nürnberg Ice Tigers in die DEL, kam parallel jedoch weiterhin mit einer Förderlizenz ausgestattet für seinen Heimatverein aus Bad Tölz in der Oberliga zum Einsatz.

### International
Für Deutschland nahm Lindlbauer an der U18-Junioren-Weltmeisterschaft 2009 sowie der U20-Junioren-Weltmeisterschaft 2011 teil.

## Karrierestatistik
(Legende zur Spielerstatistik: Sp oder GP = absolvierte Spiele; T oder G = erzielte Tore; V oder A = erzielte Assists; Pkt oder Pts = erzielte Scorerpunkte; SM oder PIM = erhaltene Strafminuten; +/− = Plus/Minus-Bilanz; PP = erzielte Überzahltore; SH = erzielte Unterzahltore; GW = erzielte Siegtore; 1 Play-downs/Relegation; Kursiv: Statistik nicht vollständig)

## Erfolge und Auszeichnungen
- 2012 Oberliga-Meister mit dem EC Bad Tölz